# Râul Între Hotare
Râul Între Hotare este un curs de apă, afluent al râului Someșul Mare. 